# Condor Syndikat
Bei dem Syndikat Condor (portugiesisch: Syndicato Condor) handelte es sich um eine brasilianische Luftfahrtgesellschaft, die durch die Deutsche Luft Hansa gegründet und betrieben wurde.

## Unternehmensgeschichte
Die Gründung der Syndicato Condor ist vor dem Hintergrund von wirtschaftspolitischen Interessen der deutschen Industrie und der Reichsregierung in Südamerika zu sehen. Zur Förderung dieses Interesses wurde seitens der Lufthansa das „Transozeanprojekt“ aufgelegt, das eine Luftverbindung zwischen dem Reich und Südamerika herstellen sollte: „Das Transozeanprojekt hat drei Etappen: Deutschland – Spanien; Iberische Halbinsel – Nordhafen Brasilien; Nordhafen Brasilien – Südamerikanische Küste bis Buenos Aires. Die erste Etappe ist rein deutsch; die zweite Etappe muss in Zusammenarbeit mit Spanien und Portugal, die dritte Etappe in Zusammenarbeit mit den südamerikanischen Staaten durchgeführt werden.“
Bereits Ende 1919 erfolgten erste deutsche Luftfahrtaktivitäten in Südamerika. Die Deutsche Luft-Reederei (DAL) war Ende 1923 in Südamerika aktiv geworden. In Zusammenarbeit mit diversen auslandsdeutschen Firmen wurde eine Arbeitsgemeinschaft gegründet, die die Luftverkehrsmöglichkeiten an der brasilianischen Küste erkunden sollte. Diese Tätigkeit führte am 5. Mai 1924 zur Gründung des Condor Syndikats, an dem neben der DAL auch die SCADTA und deutsche Handelsfirmen beteiligt waren. Ihre Aufgaben waren die Streckenerkundung, Erprobung von Flugzeugen und Instrumenten und die Ausbildung von fliegendem und technischem Personal. Es handelte sich dabei um eine rein deutsche Gesellschaft, die gemäß den brasilianischen Gesetzen niemals eine Konzession erhalten hätte, da der innerbrasilianische Luftverkehr nur durch brasilianische Gesellschaften betrieben werden durfte.
1926 übernahm die Deutsche Luft Hansa (DLH) die Anteile der DAL im Condor Syndikat. Dieser Gesellschaft gelang es, durch umfangreiche Lobbyarbeit bei der brasilianischen Regierung eine Konzession für die Küstenlinie Rio de Janeiro – Rio Grande do Sul zu erhalten, die ab Februar 1927 auf einem Teilstück betrieben wurde. Es handelte sich dem Charakter nach lediglich um einen Studienbetrieb, der zur Erkundung der Streckenführung diente. Um die Konzession für einen regelmäßigen Streckendienst zu erhalten, war die Gründung einer Fluggesellschaft notwendig, die am 1. Dezember 1927 als Syndicato Condor Ltda ins Leben gerufen wurde.
Obwohl nach brasilianischen Vorschriften mindestens zwei Drittel des Kapitals in brasilianischen Händen sein musste, behielt die DLH entscheidenden Einfluss. Dies wurde durch eine geschickte Personalauswahl erreicht. Formell mussten zwei Brasilianer Gesellschafter sein, was durch die Auswahl von Ernesto Hoelck, einem naturalisierten Brasilianer, und dem Conde Carneira erreicht wurde. Generaldirektor wurde Paul Moosmayer, den vierten Geschäftsanteil hielt der Gründer der SCADTA Kolumbien, Fritz W. Hammer. Die notwendigen Gelder stellte die DLH den vier Gesellschaftern in Form eines Darlehens zur Verfügung, womit diese schuldrechtlich an die DLH gebunden wurden. Damit sicherte die DLH ihren Einfluss auf die Geschäftsführung der SC, obwohl die Gesellschaft offiziell nur als „nahe stehend“ bezeichnet wurde.
Im Januar 1928 erhielt Condor dann die Konzession für einen Flugbetrieb in ganz Brasilien. Wie auch die DLH, war die Condor auf Beihilfen angewiesen. Sie erhielt diese von der DLH, die dieser durch das Reichsverteidigungsministerium zur Verfügung gestellt wurden. Seitens der brasilianischen Regierung wurden der Condor eine Luftpostkonzession sowie das Recht auf Verkauf eigener Luftpostmarken erteilt.
Nachdem 1936 die Beschäftigung von Ausländern bei brasilianischen Fluggesellschaften eingeschränkt worden war, wurde 1937 die „Bezirksdirektion Südamerika der DLH“ gegründet und Konzessionen für den Verkehr mit Brasilien, Argentinien und Chile erworben.
Als erster Streckenabschnitt wurde das Teilstück Buenos Aires – Santiago de Chile ab dem 13. September 1937 beflogen. Dazu kamen ab 6. Oktober 1938 der Streckenabschnitt Natal – Rio de Janeiro und ab 5. Januar 1939 Rio de Janeiro – Buenos Aires, so dass 1939 der gesamte Anschlussdienst der Südatlantikstrecke von der DLH geflogen und damit der Condor entzogen wurde.
Der Kriegsbeginn verursachte große Probleme für den deutschbestimmten Luftverkehr in Brasilien: „Nachdem zunächst die von der Lufthansa betriebenen Strecken eingestellt und die Flugzeuge an die Syndicato Condor Ltda. übergeben worden waren, wurde auf einem Teil dieser Strecken der Dienst durch die vorgenannte Gesellschaft wieder aufgenommen. Aus den bisherigen Meldungen ist zu entnehmen, dass auch die Wiedereröffnung der übrigen Strecken geplant ist, sofern die finanzielle Lage der Gesellschaft dies zulässt.“ Daher verkaufte die DLH formell alle eigenen Flugzeuge sowie die bereits an die Condor vercharterten Maschinen an diese Gesellschaft. Damit bestand zumindest die Möglichkeit, dass die SC als formal brasilianische Gesellschaft keinen Sanktionen unterworfen sein würde. Zur Anerkennung als brasilianische Gesellschaft war es allerdings notwendig, dass die SC ihre Gesellschaftsstatuten änderte. Die Anzahl der Gesellschafter wurde von vier auf sieben erhöht, um für die für später geplante Umwandlung in eine Aktiengesellschaft notwendige Gesellschafterzahl zu erreichen. Die Geschäftsführung wurde an einen Gerenten und drei Subgerenten übertragen.
Problematisch erwies sich sofort bei Kriegsbeginn die Versorgung mit Geldmitteln. Der Dienst der Condor war in starkem Maße auf Subventionen der DLH angewiesen, da die brasilianische Regierung lediglich Postkonzessionen vergeben hatte, die aber zur Durchführung des Geschäftes bei weitem nicht ausreichend waren. Die Einstellung der Luftpostverbindung nach Südamerika und die Aufhebung des Pool-Abkommens mit der Air France brachte auch für die Condor erhebliche Einnahmeausfälle, da sie bisher die eingehende Luftpost über ihr Streckennetz verteilt hatte. Zu diesem Zeitpunkt kam der Condor die Einrichtung des LATI-Dienstes Rom – Rio de Janeiro sehr gelegen. Neben der damit wiederhergestellten Flugverbindung nach Südamerika, wenn auch durch den Achsenpartner, konnte die LATI vertraglich gebunden werden, die Ab- und Zuführung der Luftpost über das SC-Netz durchzuführen. Damit wurde ab Dezember 1939 eine sichere Einnahmequelle erschlossen.
Zusätzlich gelang es der Lufthansa, das Finanzministerium zu bewegen, über die deutschen Devisenstellen „nennenswerte Beträge“ bereitzustellen. Da diese offensichtlich nicht ausreichten, ging die DLH dazu über, Forderungen deutscher Firmen gegenüber südamerikanischen Kunden aufzukaufen und sie der Condor zur Verfügung zu stellen. Damit konnte der Verkehr im gewohnten Umfang aufrechterhalten werden.
Zur besseren Ausnutzung des vorhandenen Flugzeugparks und zur Verbesserung der finanziellen Lage versuchte die SC, weitere Strecken, besonders im Nordosten von Brasilien, zu erschließen. Das alarmierte die Pan American World Airways (PAA) und damit die US-Regierung, da zu diesem Zeitpunkt das politisch bedingte Flugplatzbauprogramm der PAA durch Nordostbrasilien nach Natal angelaufen war. Aus diesem Grund wurde seitens der US-Seite massiver Druck auf die brasilianische Regierung ausgeübt, diese Dienste nicht zu genehmigen. Als zusätzliches Druckmittel wurde die Versorgung der SC mit Brennstoffen eingesetzt. In der Folge ergaben sich Anfang 1941 Schwierigkeiten bei der Belieferung mit Flugbenzin, die allerdings durch Verhandlungen noch einmal beseitigt werden konnten. Mit Wirkung zum 1. November 1940 erließ die brasilianische Regierung ein Gesetz, welches den Einsatz von Ausländern und naturalisierten Brasilianern als Flugzeugführer und Monteure untersagte. Da die SC aber in der Zwischenzeit ausreichend brasilianisches Personal ausgebildet hatte, musste der Verkehr der SC nur geringfügig eingeschränkt werden. Letztlich betraf dieses Verbot den Betrieb der beiden Focke-Wulf Fw 200, die aber einige Monate später mit brasilianischen Piloten wieder im Streckendienst eingesetzt werden konnten.
Im März 1941 gelang es dem deutschen Blockadebrecher „SS Lech“, die letzte Ju 52/3m von Deutschland nach Brasilien zu überführen. Auf Grund eines Gesetzes, dass die Verwendung der Bezeichnung „Syndicato“ ausschließlich als für Gewerkschaften zulässig erklärte, musste die SC ihren Namen in Serviços Aeros Condor Ltda. (SAC) ändern. Am 13. Dezember 1941 stellte die amerikanische Standard Oil die Belieferung der SAC mit Flugbenzin ganz ein, worauf die SAC den Dienst quittieren musste. Gleichzeitig erging ein amerikanisches Angebot auf Erwerb der Gesellschaft, was aber abgelehnt wurde.
Die SAC nahm mit der brasilianischen Regierung Verhandlungen über eine Nationalisierung der Gesellschaft auf, die Anfang 1942 abgeschlossen werden konnten. Die reichsdeutschen Gesellschafter, die bis dahin 40 % des Gesellschaftskapitals innehatten, mussten ausscheiden. Danach konnte die SAC den Dienst auf einigen Strecken mit Betriebsstoff der brasilianischen Luftwaffe am 30. März 1942 wieder aufnehmen. Auf Druck der amerikanischen Regierung wurde die SAC nach der brasilianischen Kriegserklärung an das Reich (29. August 1942) entschädigungslos enteignet, wobei die bestehende Schuld der SAC an die DLH, immerhin ca. 7 Mio. RM, einfach gestrichen wurde. Danach verschwand die SAC von der schwarzen Liste der USA und konnte Ende 1942 den Verkehr wieder normal aufnehmen. Durch präsidentielles Dekret wurde der Name der Gesellschaft am 16. Januar 1943 in Serviços Aéreos Cruzeiro do Sul Ltda. (SAC) geändert und damit der letzte Bezug zur deutschen Luftfahrttätigkeit in Brasilien beseitigt.

## Flugzeuge
Neben sechs Dornier-Wal-Flugbooten wurden für die Hauptstrecken entlang der brasilianischen Küste und nach Argentinien und Chile drei Junkers G 24 und 16 Junkers Ju 52/3m auf Schwimmern verwendet. Der innerbrasilianische Betrieb erfolgte mit den kleineren Junkersmodellen F 13, G 24, W-34 und Ju 46 (insgesamt 13 Flugzeuge). Ab 1939 wurden auch zwei moderne Focke-Wulf Fw 200 auf den Haupt- sowie zwei Focke-Wulf Fw 58 für Nebenstrecken eingesetzt. 1943 erhielt die SAC vier Douglas DC-3 aus amerikanischen Beständen. Die übriggebliebenen 14 Junkers-Flugzeuge wurden erst 1945/46 ausgemustert und nach Argentinien verkauft. Die Fw 200 flogen bis 1950 im Liniendienst. Die SC hatte bis 1941 insgesamt fünf Unfälle mit Personenschaden zu beklagen (3. Dezember 1928 Do Wal P-BACA, 10. November 1930 Ju G-24 P-BAHA, 14. Oktober 1931 Do Wal P-BALA, 15. August 1938 Ju 52/3m PP-CAT, 13. Januar 1939 Ju 52/3m PP-CAY).

## Streckenpolitik
1930 wurde lediglich die Strecke Natal – Rio de Janeiro – Porto Alegre beflogen. 1932 kam die erste innerbrasilianische Strecke in den Mato Grosso hinzu. 1934 konnte die Condor die Postkonzessionen für Argentinien und Uruguay erwerben, so dass bereits ab April 1934 auf der Küstenstrecke bis Buenos Aires geflogen werden konnte. Ab 1. Oktober 1935 stellte Condor den Anschluss nach Chile durch die Strecke Buenos Aires – Santiago de Chile her. 1936 wurde eine Strecke von Natal nach Belem im Norden Brasiliens mit einem Abzweig ins Landesinnere nach Floriano eingerichtet. Bis 1940 wurden weitere Strecken ins Landesinnere eingerichtet.
Am 22. März 1930 übergab erstmals ein Dornier Wal der Condor südamerikanische Post bei Fernando Noronha an den Dampfer „Cap Arcona“. In Gegenrichtung übernahm ein Flugzeug der Syndicato Condor in Natal die Post und lieferte sie über Rio de Janeiro bis Buenos Aires. Als auch auf der Strecke zwischen Gambia und Natal Flugzeuge eingesetzt werden konnten, betrug die gesamte Beförderungsdauer für Post damit nur noch fünfeinhalb Tage gegenüber 11 Tagen im Jahre 1930. 1935 konnte die Postlaufzeit bis Buenos Aires auf dreieinhalb, bis Santiago de Chile auf viereinhalb Tage verkürzt werden.
Nachdem 1927 mit bescheidenen 20.000 km im Planverkehr begonnen wurde, stieg die Leistung auf 2,5 Mio. Kilometer im Jahre 1938. 13.000 Passagiere und fast 500 Tonnen Fracht und Post wurden befördert. Danach sank die Leistung auf Grund der politischen Umstände auf etwa 2 Mio. Kilometer in den Jahren 1939 und 1940.